# Necip Fazil Kisakürek
Ahmet Necip Fazıl Kısakürek (26 mei 1904 - 25 mei 1983) was een Turkse dichter, romanschrijver, toneelschrijver en islamistische ideoloog. Hij werd opgemerkt door de Franse filosoof Henri Bergson, die later zijn leraar werd.
- Bibliothèque nationale de France: cb120553742 (data)
- Gemeinsame Normdatei: 119468042
- International Standard Name Identifier: 0000 0001 0937 6766
- Library of Congress Control Number: n50048853
- MusicBrainz: 7df55f83-8306-41f3-b7cb-1210bcb255e3
- Nationale Bibliotheek van Israël: 987007296751505171
- Nederlandse Thesaurus van Auteursnamen: 071216863
- Système universitaire de documentation: 078635551
- TDVİA: kisakurek-necip-fazil
- Virtual International Authority File: 114362906
- WorldCat: E39PBJrRchvQD4c4pBd4f778md